# Clifford Joy Rogers
Clifford Joy „Doc“ Rogers (* 20. Dezember 1897 in Clarion, Wright County, Iowa; † 18. Mai 1962) war ein US-amerikanischer Politiker (Republikanische Partei), der von 1953 bis 1955 als kommissarischer Gouverneur des Bundesstaates Wyoming amtierte.

## Werdegang
Rogers wurde im Alter von sieben Jahren zur Waise und wuchs dann bei seinem Onkel, einem Professor an der University of Iowa, auf. Er besuchte selbst die Universität und verpflichtete sich dann in der US Army. Er diente zuerst an der mexikanischen Grenze und dann während des Ersten Weltkrieges in Europa.
Nach Kriegsende ließ er sich in Gillette (Wyoming) nieder, wo er als Footballtrainer an einer High School tätig war. Dann lebte er eine Zeit lang in Sheridan, bevor er 1928 nach Cheyenne zog. Dort wurde er 1931 zum Secretary of State gewählt und bekleidete das Amt bis 1933. Dann war er von 1933 bis 1935 als Deputy Secretary of State tätig. Später wurde er zum Finanzminister (State Treasurer) gewählt, was er von 1947 bis 1951 blieb. Danach war er von 1951 bis 1953 wieder als Secretary of State tätig. In dieser Funktion führte er nach dem Rücktritt von Gouverneur Frank A. Barrett die Amtsgeschäfte als kommissarischer Gouverneur fort. Während Rogers Amtszeit als kommissarischer Gouverneur war das Staatsmotto "Gleichberechtigung". Er verlor 1954 die republikanische Gouverneursnominierung, wurde allerdings erneut 1959 zum State Treasurer gewählt und behielt diese Position bis zu seinem Tod im Mai 1962.